# لوحات حدود مدينة أخت آتون

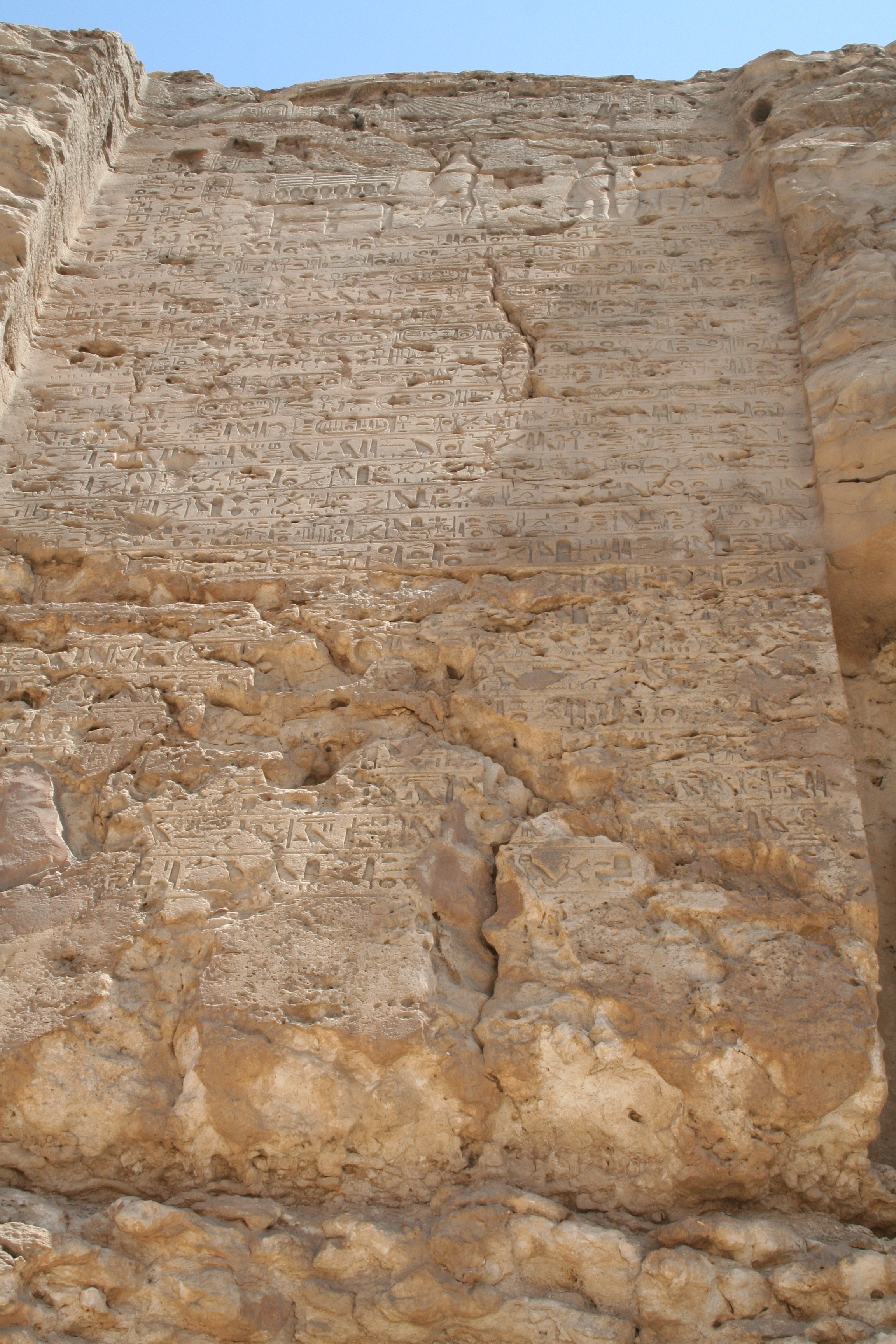
لوحة الحدود U.

لوحات الحدود لإخناتون هي مجموعة من الآثار الملكية في صعيد مصر. تم نحتها في المنحدرات المحيطة بمنطقة أخت آتون، التي ترسم حدود الموقع. أمر الفرعون إخناتون ببناء أخت آتون في العام الخامس من حكمه خلال المملكة الحديثة. كانت بمثابة مساحة مقدسة للإله آتون في مكان غير مأهول في منتصف الطريق تقريبًا بين ممفيس وطيبة في تل العمارنة اليوم. تشتمل اللوحات الحدودية على مرسوم تأسيس المدينة بالإضافة إلى الإضافات اللاحقة للنص، والتي تحدد الحدود وتصف الغرض من الموقع وتأسيسه من قبل الفرعون. تم اكتشاف ما مجموعه ستة عشر لوحة حول المنطقة. وفقًا لباري كيمب، لم يتصور الفرعون أخناتون "أخت آتون كمدينة، ولكن كمسرح من الأرض المقدسة".

## الاكتشاف
تم حتى الآن اكتشاف ستة عشر لوحة حدودية في تل العمارنة. كان الفرنسي كلود سيكارد أول أوروبي يلفت الانتباه إلى اللوحات. نشر رسمًا تخطيطيًا للوحة A ووصفًا للموقع بعد زيارته في عام 1714. تم اكتشاف اللوحة U بواسطة هاريس وجورج جليدون في 184،أيضًا في أوائل أربعينيات القرن التاسع عشر، اكتشف جورج لويد من برينستين لوحة أخرى. قام لويد بعمل نسخة من اللوحة P، والتي تم نشرها مع نسخة جديدة من اللوحة A ونسخة من اللوحة U بواسطة إميل بريس دافين. كان بريس أول من أدرك، بناءً على النقوش الموجودة على اللوحات، أنه يجب أن يكون هناك ما لا يقل عن ستة لوحات تحدد مساحة الموقع. في عامي 1843و1845، سافر كارل ريتشارد ليبسيوس إلى الموقع البعثة الاستكشافية البروسية واكتشف أربع لوحات جديدة، سُميت فيما بعد اللوحة K و M و N و R. عثر بيتري على ستة لوحات جديدة في الموقع: لوحتي B و F على الجانب الغربي من نهر النيل، ولوحات J و L و P و V على الجانب الشرقي. من اللوحات التي تم العثور عليها سابقًا، توجد اللوحة A فقط في الجانب الغربي. في عام 1893، وجد بيرسي نيوبيري اللوحة Q على الضفة الشرقية.

## اللوحة L
تم العثور على اللوحة L في عام 1892 من قبل بيتري وتقع على بعد حوالي سبعة أمتار جنوب اللوحة M. وتختلف اللوحة عن بقية اللوحات في حجمها الصغير وتتعرض للعوامل الجوية بشكل سيئ. لم يقم ديفيز بتضمين اللوحة L بين اللوحات الحدودية نظرًا لاختلافها مع اللوحات الأخرى.

## لوحات لم تعد في الموقع
تضرر ما لا يقل عن تسعة من اللوحات من قبل اللصوص واختفت واحدة، اللوحة F، تمامًا. تم تدمير اثنتين أخريين، وهما اللوحتان P و Q، تقريبًا.
في 01 يونيو 2011، شهدت منطقة جبل الحوطا الأثرية بمدينة ديروط، التابعة لمنطقة آثار مصر الوسطى كارثة أثرية كبيرة، حيث تم تدمير اللوحة P من لوحات الحدود الأربعة عشر، حيث دمر عمال المحاجر هذه اللوحة الجيرية التى تقع على مساحة 2 متر في 2 متر بالديناميت.